# Aleksandra Kisłowa
Aleksandra Władimirowna Kisłowa, ros. Александра Владимировна Кислова (ur. 20 grudnia 1946) – rosyjska szachistka, mistrzyni międzynarodowa od 1966 roku.

## Kariera szachowa
Największy sukces w karierze odniosła w 1967 r., zajmując V miejsce w turnieju pretendentek (eliminacji mistrzostw świata), rozegranym w Suboticy (wynik ten odpowiadał wówczas szóstej pozycji na świecie). Pomiędzy 1971 a 1974 rokiem czterokrotnie startowała w finałach mistrzostw Związku Radzieckiego, poza tym wielokrotnie uczestniczyła w rozgrywkach o drużynowe mistrzostwo ZSRR.
Najwyższy ranking w karierze osiągnęła 1 stycznia 1975 r., z wynikiem 2230 punktów dzieliła wówczas 23-24. miejsce na światowej liście FIDE. Od 1992 r. nie uczestniczy w turniejach klasyfikowanych przez Międzynarodową Federację Szachową.